# Divinus perfectionis Magister
Divinus perfectionis Magister è una costituzione apostolica promulgata da papa Giovanni Paolo II il 25 gennaio 1983, per mezzo della quale fu normato il processo di canonizzazione all'interno della Chiesa Cattolica, unitamente  al documento Normae servandae in inquisitionibus ab episcopis faciendis in causis sanctorum. Il nome del documento deriva dalle sue prime parole che in italiano significano " il maestro divino e modello di perfezione".

## Contesto
Fino al Concilio Vaticano II, la procedura seguita dalla Chiesa cattolica per la canonizzazione era rigorosamente divisa fra due estremi. Ci furono praticamente due processi durante la beatificazione, il primo dei quali era sviluppato dal vescovo diocesano che presiedeva il tribunale ordinario, il quale agiva in nome proprio. L'altro era esclusivamente nelle mani della Sede Apostolica. 
Nel nuovo processo di canonizzazione fu rivisto l'atto di beatificazione, prevedendo che fossero esaminati i due miracoli richiesti per la canonizzazione di un candidato. La conclusione del nuovo processo avveniva la firma del papa.
Con il rinnovamento operato dal Concilio in tutti gli ambiti della Chiesa, le competenze dell'antica Sacra Congregazione dei Riti che si occupava di vigilare sui processi di canonizzazione , furono trasferite alla Congregazione per il Culto Divino e la Disciplina dei Sacramenti e alla Congregazione per le Cause dei Santi, organismo che dal 1969 si dedicò al controllo di detti processi. Per quest'ultima congregazione si era reso necessario un nuovo regolamento che fu dettato dalla Costituzione Apostolica Divinus Perfezionis Magister di Papa Giovanni Paolo II, promulgata il 25 gennaio 1983.

## Contenuto
La Costituzione Apostolica è suddivisa in un'introduzione e in tre capitoli. Nell'introduzione, papa Giovanni Paolo II fece una panoramica storica del processo di canonizzazione nella Chiesa cattolica e stabilì che si osservassero le norme descritte nei tre capitoli seguenti: il primo che parla del ruolo dei vescovi diocesani, il secondo che descrive i compiti della Sacra Congregazione delle Cause dei Santi e la terza che introduce il modo di operare di quest'ultima.
In generale, la Divinus perfectionis Magister contiene le nuove norme richieste per il processo di canonizzazione. Essa sottolinea il fatto che al Vescovo diocesano sono affidati gli elementi essenziali del processo: l'indagine sulla vita del santo, i suoi scritti (siano essi libri, lettere o diari), le sue virtù e miracoli. Il vescovo raccoglie i documenti che devono essere presentati alla Santa Sede.
La Congregazione delle Cause dei Santi esamina la documentazione e, qualora non trovi nulla di contrario alla fede cristiana nel candidato e lo giudichi favorevolmente per la canonizzazione, rimette il giudizio al papa. Con il nuovo regolamento, il beato è esentato dalla richiesta di nuovi miracoli.

## Conseguenze
Il processo di canonizzazione di un candidato morto in fama di santità risultò molto più rapido del vecchio processo, come dimostra il numero di santi canonizzati durante e dopo il pontificato di Giovanni Paolo II. Questi ultimi sono più numerosi dei santi canonizzati in più di millecinquecento anni di storia.
Non mancarono le critiche sia da parte dei non cattolici che dei cattolici. Tra questi, vale la pena evidenziare Kenneth Woodward, che nel suo libro The Making of Saints (La fabbrica dei santi) criticò il nuovo processo di canonizzazione perché poteva ignorare l'assenza di universalità di alcuni santi. Anche Woodward, nel suo libro, affermò che anche Joseph Ratzinger, futuro Benedetto XVI, non era d'accordo con questa nuova procedura: 4
(Kenneth L. Woodward, The Making of Saints)
D'altra parte, la Fraternità Sacerdotale San Pio V assicurò che il processo secondo le nuove norme era troppo debole, perché «è molto meno impegnativo in termini di garanzie che si richiedono agli uomini di Chiesa, affinché l'assistenza divina assicuri l'infallibilità della canonizzazione, e ancor più l'assenza di errore di fatto nella beatificazione».
Presentando l'istruzione Sanctorum Mater, il cardinale José Saraiva Martins ha chiarito che il processo di canonizzazione "non deve essere avviato se non è accertato, attraverso prove inconfutabili, che il servo di Dio cui si riferisce la causa in questione, gode del giudizio di santità o di martirio in una parte considerevole dei fedeli che si rivolgono a lui nella loro preghiera e attribuiscono alla sua intercessione grazie e favori". Questa istruzione replicava ad alcuni critici che consideravano imprecisa la legislazione promulgata da Giovanni Paolo II. Secondo Saraiva, il nuovo documento Sanctorum Mater, approvato da Benedetto XVI,metteva in evidenza la rigorosità dell'intero processo.